# Alejandro Cercas Alonso
Alejandro Cercas Alonso (ur. 25 maja 1949 w Cáceres) – hiszpański polityk i prawnik, deputowany do Parlamentu Europejskiego V, VI i VII kadencji.

## Życiorys
W 1974 ukończył studia prawnicze. Pracował w firmie ubezpieczeniowej, agencji rolnej i departamencie ubezpieczeń społecznych. W latach 70. zasiadał we władzach młodzieżówki socjalistycznej.
Od 1979 do 2000 zasiadał w komitecie federalnym Hiszpańskiej Socjalistycznej Partii Robotniczej. W latach 1982–1999 z listy tego ugrupowania zasiadał w Kongresie Deputowanych. W niższej izbie Kortezów Generalnych przewodniczył m.in. komisji polityki społecznej i zatrudnienia.
W 1999, 2004 i 2009 uzyskiwał z ramienia PSOE mandat posła do Parlamentu Europejskiego. W VII kadencji przystąpił do grupy Postępowego Sojuszu Socjalistów i Demokratów oraz do Komisji Zatrudnienia i Spraw Socjalnych.